# Rue Daru
Rue Daru är en gata i åttonde arrondissementet i Paris. Gatan öppnades 1790 under namnet Rue de la Croix-du-Roule. 1796 fick den namnet Rue de Milan efter Napoleons intåg i Milano. 1815 återfick den sitt ursprungliga namn för att 1867 uppkallas efter statsmannen och historikern Pierre Daru.

## Berömda byggnader
- Cathédrale Saint-Alexandre-Nevsky de Paris, rysk-ortodox kyrkobyggnad, invigd 1861. Kyrkan tillhör Ryska ortodoxa ärkestiftet i Västeuropa som ibland också vardagligt kallats efter sin adress, Rue Daru.